# Liste der Mitglieder der American Academy of Arts and Sciences/1957
Im Jahr 1957 wählte die American Academy of Arts and Sciences 115 Personen zu ihren Mitgliedern.

## Neu gewählte Mitglieder
- Alvar Aalto (1898–1976)
- Marian Elina-Blanche Anderson (1897–1993)
- O. Kelley Anderson (1907–1996)
- Emil Artin (1898–1962)
- Walter Jackson Bate (1918–1999)
- Henry Stanley Bennett (1910–1992)
- Raymond Lewis Bisplinghoff (1917–1985)
- Felix Bloch (1905–1983)
- George Boas (1891–1980)
- Edwin Prince Booth (1898–1969)
- Kenneth Ewart Boulding (1910–1993)
- Austin Moore Brues (1906–1991)
- George Arthur Buttrick (1892–1980)
- Hendrik Brugt Gerhard Casimir (1909–2000)
- Jule Gregory Charney (1917–1981)
- Richard Ammi Cutter (1902–1993)
- Marshall Bertrand Dalton (1893–1976)
- Farrington Daniels (1889–1972)
- John Thomas Dunlop (1914–2003)
- Bengt Edlén (1906–1993)
- Walter Dumaux Edmonds (1903–1998)
- Harold Irving Ewen (1922–2015)
- Honor Bridget Fell (1900–1986)
- Paul John Flory (1910–1985)
- Marion Bayard Folsom (1893–1976)
- Paul Abraham Freund (1908–1992)
- Albert Friedrich Frey-Wyssling (1900–1988)
- Jacob Furth (1896–1979)
- Alan Henderson Gardiner (1879–1963)
- Robert Minard Garrels (1916–1988)
- Kurt Friedrich Gödel (1906–1978)
- Thomas Gold (1920–2004)
- Dag Hjalmar Agne Carl Hammarskjöld (1905–1961)
- Haldan Keffer Hartline (1903–1983)
- Louis Hartz (1919–1986)
- Henry Townley Heald (1904–1975)
- Carl Gustav Hempel (1905–1997)
- Harold Percival Himsworth (1905–1993)
- Johannes Friedrich Karl Holtfreter (1901–1992)
- Marion King Hubbert (1903–1989)
- Arthur Robert Kantrowitz (1913–2008)
- Barnaby Conrad Keeney (1914–1980)
- John Vincent Kelleher (1916–2004)
- Clark Kerr (1911–2003)
- George Elbert Kimball (1906–1967)
- Julian Knause Knipp (1910–1991)
- Hans Adolf Krebs (1900–1981)
- Harold Dwight Lasswell (1902–1978)
- Chauncey Depew Leake (1896–1978)
- William Nash Locke (1909–2000)
- Konrad Zacharias Lorenz (1903–1989)
- Oliver Howe Lowry (1910–1996)
- Eric Francis MacKenzie (1893–1969)
- Arthur Earl Martell (1916–2003)
- David Clarence McClelland (1917–1998)
- James McCormack (1910–1975)
- Warren Sturgis McCulloch (1898–1969)
- Douglas Murray McGregor (1906–1964)
- George Armitage Miller (1920–2012)
- Max Franklin Millikan (1913–1969)
- Walter Heinrich Munk (1917–2019)
- Edward Roscoe Murrow (1908–1965)
- Theodore Mead Newcomb (1903–1984)
- Severo Ochoa (1905–1993)
- Louise Overacker (1891–1982)
- Carl F. J. Overhage (1910–1995)
- Irvine Heinly Page (1901–1991)
- George Emil Palade (1912–2008)
- Alwin Max Pappenheimer (1908–1995)
- Lester Bowles Pearson (1897–1972)
- Dexter Perkins (1889–1984)
- Henri Maurice Peyre (1901–1988)
- Carl Pfaffmann (1913–1994)
- Jean Piaget (1896–1980)
- Emanuel Ruben Piore (1908–2000)
- Robert Franklin Pitts (1908–1977)
- Renato Poggioli (1907–1963)
- Keith Roberts Porter (1912–1997)
- Frederick Albert Pottle (1897–1987)
- Clifford Ladd Prosser (1907–2002)
- Perry Townsend Rathbone (1911–2000)
- Tadeus Reichstein (1897–1996)
- Edwin Oldfather Reischauer (1910–1990)
- Lorrin Andrews Riggs (1912–2008)
- Stephen Thomas Riley (1908–1997)
- Howard Percy Robertson (1903–1961)
- Walt Whitman Rostow (1916–2003)
- Richard Evans Schultes (1915–2001)
- Claude Elwood Shannon (1916–2001)
- Charles Wesley Shilling (1901–1995)
- Clifford Glenwood Shull (1915–2001)
- Louis Byrne Slichter (1896–1978)
- Arthur Smithies (1907–1981)
- Roger Yate Stanier (1916–1982)
- Theodore Eugene Sterne (1907–1970)
- Raymond Sawtell Stevens (1894–1982)
- Malcolm Woodrow Pershing Strandberg (1919–2015)
- Hugh Asher Stubbins (1912–2006)
- Albert von Szent-Györgyi Nagyrápolt (1893–1986)
- Helen Brooke Taussig (1898–1986)
- Harold Allen Thomas (1913–2002)
- Homer Armstrong Thompson (1906–2000)
- Oswald Tippo (1911–1999)
- Alexander Robertus Todd (1907–1997)
- Charles Hard Townes (1915–2015)
- Harrison Tweed (1885–1969)
- Stanisław Marcin Ulam (1909–1984)
- Ralph Vaughan Williams (1872–1958)
- Earl Warren (1891–1974)
- James Dewey Watson (* 1928)
- Robert Wallace Wilkins (1906–2003)
- Robley Cook Williams (1908–1995)
- Mathew Kent Wilson (1920–1998)
- George Wallace Woodworth (1902–1969)
- John Zachary Young (1907–1997)